# Vendels kyrka
Vendels kyrka är en kyrkobyggnad i Vendels socken i Tierps kommun. Den är församlingskyrka i Vendel-Tegelsmora församling. Den ligger knappt 40 km norr om Uppsala, 18 km norr om Björklinge och 10 km söder om  Örbyhus. Kyrkan ligger på krönet av Vendelåsen med utsikt över den omgivande slättbygden. Detta är en gammal bygd och många arkeologiska fynd har gjorts i omgivningarna.

## Kyrkobyggnaden
Kyrkan är byggd i tegel och har en senromansk prägel. Den är känd för sina väggmålningar av Johannes Iwan från åren 1451-1452, med scener som föreställer Sankt Göran och draken och den heliga Katarina. Målningarna, som kalkades över på 1700-talet, har sedermera åter tagits fram.
Kyrkan började troligen uppföras under 1200-talets senare hälft. Den byggdes i romansk stil och bestod av långhus och ett smalare kor samt en sakristia, vilken ännu finns kvar. Enligt en legend invigdes den färdiga kyrkan år 1310. Den var då invändigt försedd med trätunnvalv. Under 1300-talet byggdes ett vapenhus och under samma århundrade tillkom målningsdekorationer, av vilka fragment kvarstår i en nisch mellan koret och predikstolen samt på väggarna i vapenhuset.
Cirka 1450 välvdes kyrkan med tegelvalv, vilka 1451 försågs med målningar av den framstående upplandskonstnären Johannes Iwan.
Redan 1637 fanns ett orgelverk och 1685 skänktes en predikstol till kyrkan av Anders Larsson Höök och dennes hustru Anna Mackeij. År 1734 byggdes en korsarm i norr. För att få in mera ljus i kyrkan höggs 1736 de tidigare höga smala medeltida fönstren upp och väggarna inne i kyrkan vitmenades. Därmed doldes alla de praktfulla målningsdekorationerna. År 1752 installerades en altaruppsats och under 1700-talet restes också nuvarande klockstapeln.
År 1930 restaurerades kyrkan och en del av de överkalkade målningarna togs fram. Renoveringen av målningarna har fortsatt under senare år och är ännu inte avslutad.

## Inventarier
- Dopfunt med cuppa från 1400-talet
- Predikstol av ovanligt slag från 1685
- Altaruppsats från 1752.
- Antependium från 1600-talets mitt.
- Brudpäll, också från 1600-talets mitt.

## Bildgalleri

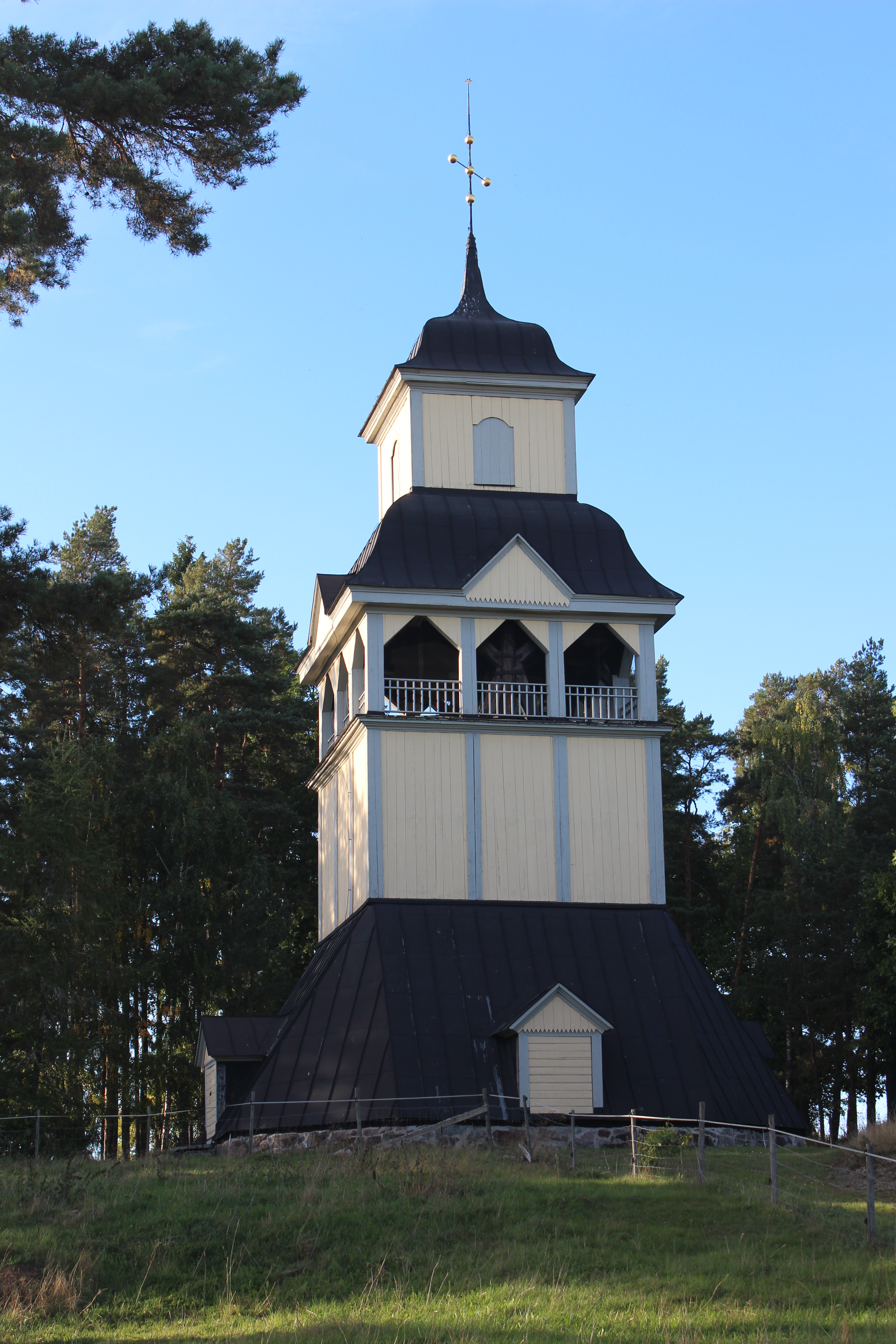
Klockstapeln
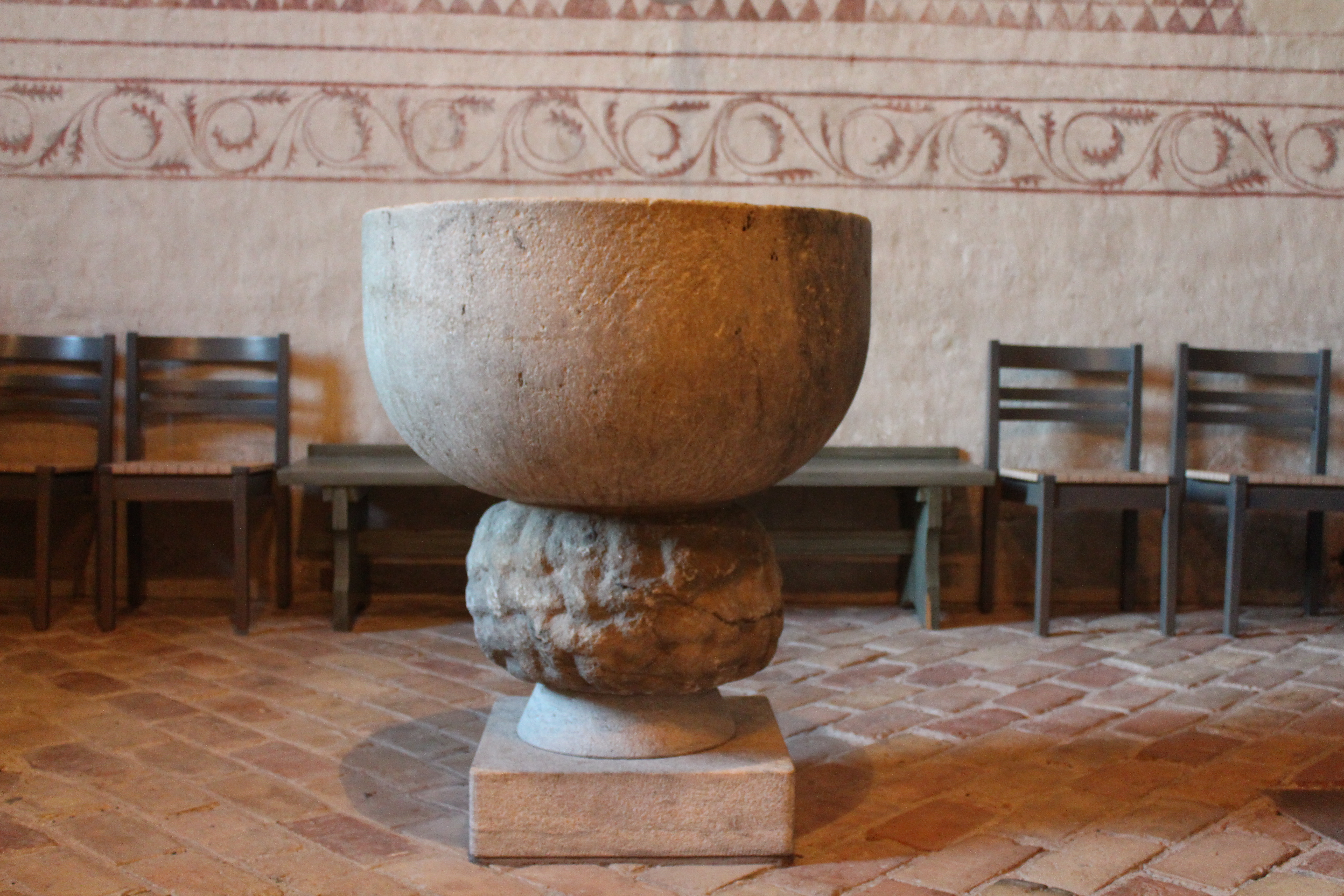
Dopfunten
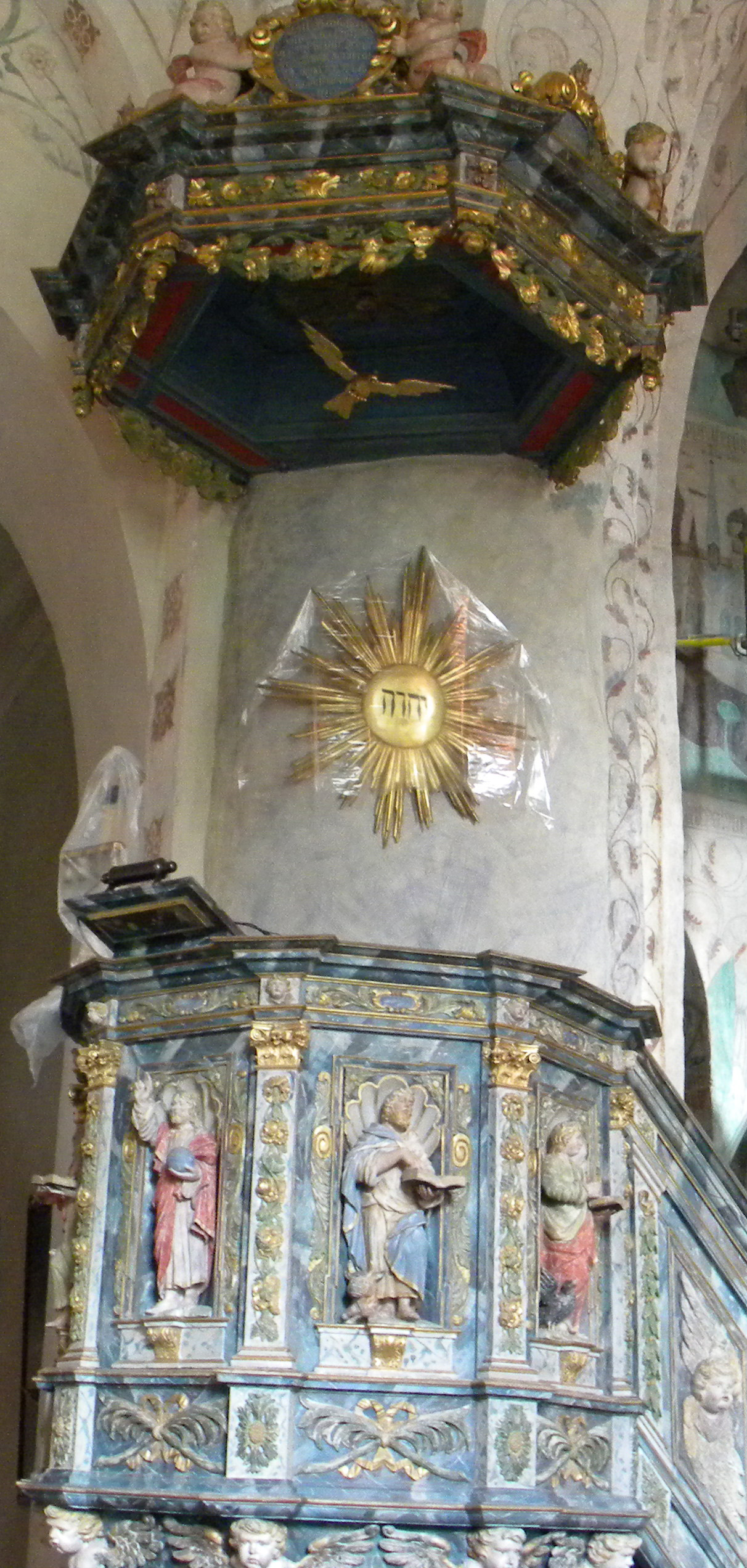
Predikstolen
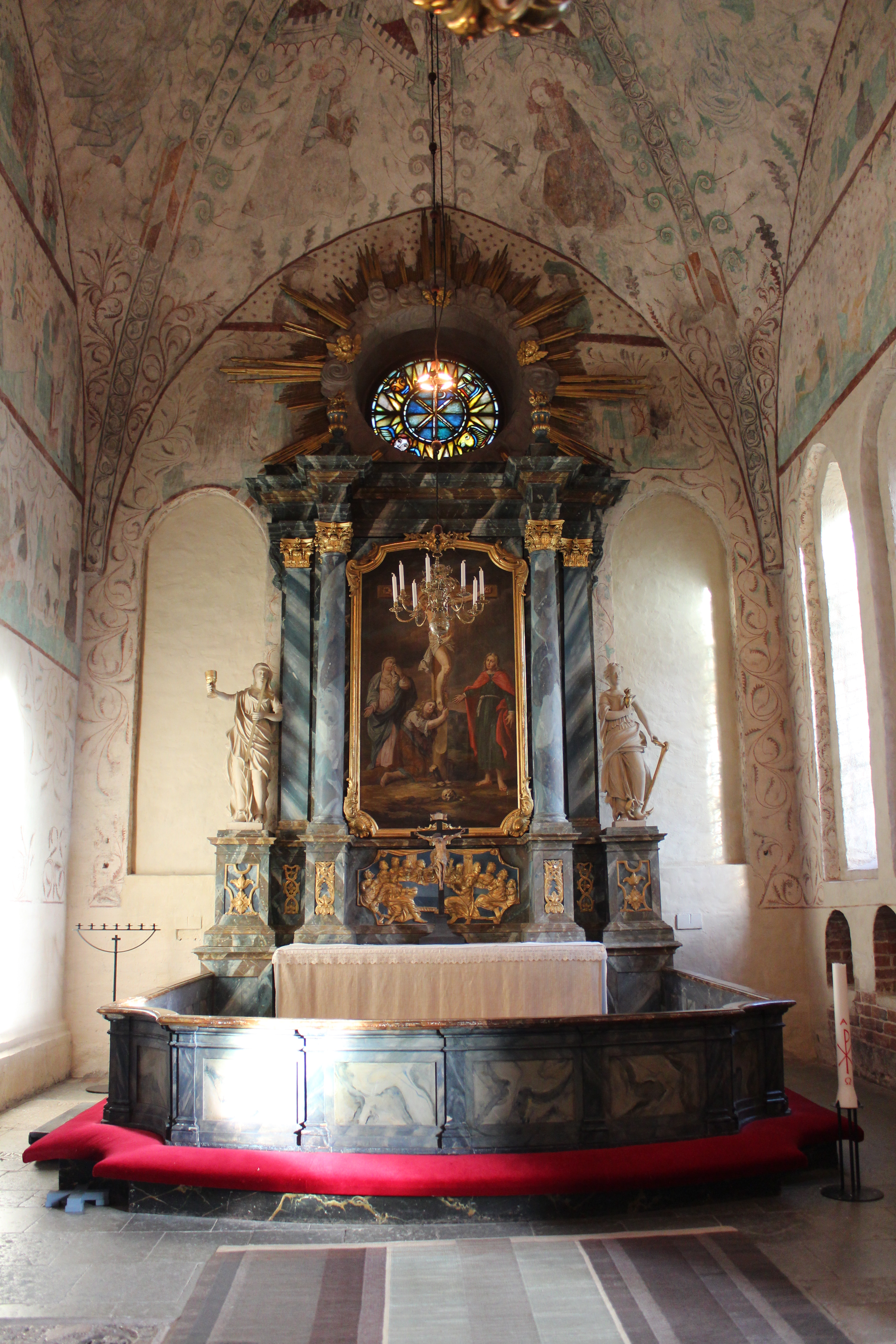
Altaruppställning
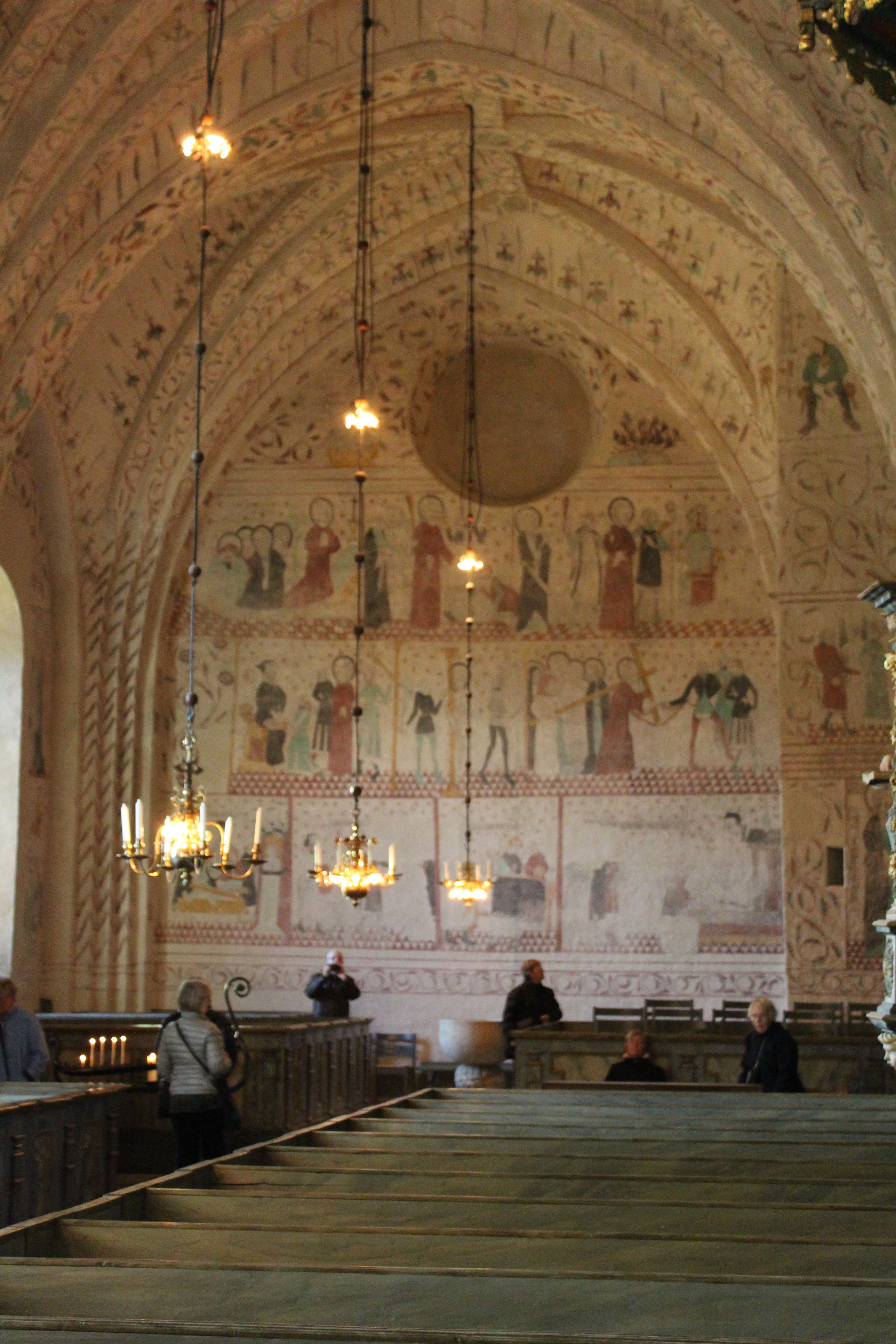
Målningar

## Orglar

### Huvudorgel
- 1997: Orgelbyggare Robert Gustavsson, Härnösand, byggde en 15-stämmig piporgel . Orgeln är försedd med en cymbelstjärna. Disposition

| Manual I      | Manual II    | Pedal         | Koppel |
| Principal 8'  | Hålflöjt 8'  | Subbas 16'    | I/II   |
| Trägedackt 8' | Fugara 8'    | Gedacktbas 8' | P/I    |
| Oktava 4'     | Tvärflöjt 4' |               | P/II   |
| Nachthorn 4'  | Täckflöjt 2' |               |        |
| Quinta 3'     | Dulcian 8'   |               |        |
| Oktava 2'     | Tremulant    |               |        |
| Ters 1 3/5'   |              |               |        |
| Mixtur        |              |               |        |
| Tremulant     |              |               |        |

- Redan 1637 fanns ett orgelverk i kyrkan. 1762 Orgelbyggarna Jonas Gren & Petter Stråhle, Stockholm byggde på den nybyggda läktaren en 14-stämmig piporgel med fasad av Olof Tempelman. 1895-1896: Johannes Magnusson byggde en mekanisk orgel med rooseveltlådor och med Tempelmans fasad bevarad. Den omdisponerades 1952 (stämmor med * är omdisponerade). Orgeln finns kvar på läktaren.

#### Disposition
| Huvudverk C-f³        | Svällverk C-f³                          | Pedal C-d¹ | Koppel       |
| Principal 8’          | Rörflöjt 8’                             | Subbas 16’ | I/P          |
| Gedackt 8’ *          | Principal 4’ *                          | Octava 8’  | II/P         |
| Octava 4’             | Flöjt oktaviant 4’                      | Octava 4’  | II/I         |
| Flöjt 4’ *            | Svegel 2’ *                             | Basun 16’  | 4’I/I        |
| Octava 2’ *           | Sesquialtera II chor. 2 2/3’ + 1 3/5’ * |            | 16'II/I      |
| Mixtur III-IV chor. * | Scharff III chor. *                     |            |              |
| Trumpet 8’            | Corno 8’                                |            | Fasta komb.  |
|                       | Crescendosvällare                       |            | P, Mf, F & T |

### Orgel i Mariakapellet
- Robert Gustavsson Orgelbyggeri AB, Härnösand levererade 1986 ett positiv med mekanisk slejflåda som användes medan den nya orgeln byggdes. Den intonerades och fasaden ritades av Mads Kjersgaard, Uppsala. Orgeln finns nu i kyrkans sidokapell.

#### Disposition
| Manual C-f³  |
| Gedackt 8’   |
| Täckflöjt 4’ |
| Principal 2’ |
| Nasat 1 1/3’ |

## Bogårdsmur
Ursprungligen omgärdades kyrkogården av en medeltida bogårdsmur med tre stigluckor. Den norra luckan var bland de största i Sverige. När man 1881 rev den östra delen av muren och dess stiglucka inför en utvidgning av kyrkogården, påträffades 14 stycken båtgravar härstammande från perioden 500-800. Eftersom fynden gjordes vid Vendels kyrka har perioden fått namnet "Vendeltiden".